# Iacob Felecan
Iacob Felecan (1914) foi um futebolista romeno que competiu na Copa do Mundo FIFA de 1938.